# Gustav Merk
Gustav Merk (* 4. August 1874 in Riedlingen; † 1954 in Altshausen) war ein deutscher römisch-katholischer Geistlicher und Archivar.

## Leben
Merk wurde 1901 zum Priester geweiht. Neben seiner seelsorgerischen Tätigkeit, unter andcerem in Tunau bei Kressbronn am Bodensee, war er immer wieder in kommunalen und kirchlichen Archiven tätig. So war er jahrelang nebenamtlicher Stadtarchivar in Ravensburg, wo er das Spitalarchiv ordnete und 1907 in Findbüchern erschloss, die noch heute im Stadtarchiv Ravensburg in Verwendung sind.
Merk bearbeitete Pfarr- und Gemeindearchive im Raum Oberschwaben/Schwäbische Alb und veröffentlichte Repertorien zu diesen. Außerdem veröffentlichte er Aufsätze und Editionen in landesgeschichtlichen Zeitschriften.

## Schriften
Württembergische Archivinventare
- Band 2 – Die Pfarr- und Gemeinderegistraturen der Oberämter Ravensburg und Saulgau. 1912
- Band 9 –  Die Pfarr- und Gemeinderegistraturen des Oberamts Biberach. 1913
- Band 10 – Die Pfarr- und Gemeinderegistraturen des Oberamts Waldsee. 1913
- Band 12 – Die Pfarr- und Gemeinderegistraturen des Oberamts Riedlingen. 1919
- Band 13 – Die Pfarr- und Gemeinderegistraturen der Oberämter Balingen, Oberndorf und Sulz. 1920

Aufsätze und Editionen
- Prioren-Katalog des Dominikaner-Konvents in Mergentheim. In: Diözesanarchiv von Schwaben, 16. Jg. (1898), S. 187–191 (Digitalisat).
- Zur Geschichte des dreißigjährigen Krieges in Oberschwaben und im Allgäu. Nach handschriftlichen Aufzeichnungen von 1628–1632. In: Allgäuer Geschichtsfreund, 12. Jg. (1899), S. 84–104; 13. Jg. (1900), S. 55–82, S. 85–106.
- Zur Geschichte des Nonnenklosters in Warthausen. In: Diözesanarchiv von Schwaben, 17. Jg. (1899), S. 81–86 (Digitalisat), S. 127 f. (Digitalisat); 18. Jg. (1900), S. 141–144 (Digitalisat); 19. Jg. (1901), S. 157 f. (Digitalisat).
- Biberacher Studenten im 15., 16. und 17. Jahrhundert. In: Württembergische Vierteljahrshefte für Landesgeschichte. NF 12 (1903), S. 173–180 (Textarchiv – Internet Archive).
- Der Pfeffertag in Ravensburg. Ein Beitrag zu Geschichte des öffentlichen Armenwesens. In: Freiburger Diöcesan-Archiv. Band 33 (1905), S. 369–379 (Digitalisat).
- Spitalarchiv Ravensburg. Gotha 1907 (?)
- Das Amt Jagstberg und seine Verwalter. In: Württembergische Vierteljahrshefte für Landesgeschichte. NF 16 (1907), S. 31–45 (Textarchiv – Internet Archive).
- Der Kampf um die Parität in Attenweiler bei Biberach. In: Diözesanarchiv von Schwaben, 25. Jg. (1907), S. 75–79 (Digitalisat), S. 92–96 (Digitalisat).
- Die Neueinrichtung des Spitalarchivs zu Ravensburg. In: Deutsche Geschichtsblätter, 9. Band (1908), S. 56–61 (Textarchiv – Internet Archive).
- Die Statuten der Priesterbruderschaft an der Liebfrauenpfarrkirche zu Ravensburg. In: Schwäbisches Archiv, 26. Jg. (1908), S. 49–58, S. 67–76.
- Eine alte Dorfschulordnung für Wolpertswende. In: Schwäbisches Archiv. 27. Jg. (1909), S. 15–16.
- Zur Geschichte des Sennerbades in Ravensburg. In: Schwäbisches Archiv. 27. Jg. (1909), S. 88–91.
- Ordnungen der ehemaligen Ravensburgischen Vogtei Zußdorf. In: Schwäbisches Archiv. 27. Jg. (1909), S. 134–137.
- Verzeichnis der Karmeliter-Prioren in Ravensburg. In: Schwäbisches Archiv. 27. Jg. (1909), S. 189–190.
- Ravensburger Schul- und Kirchenordnung von 1721. In: Schwäbisches Archiv. 28. Jg. (1910), S. 145–151.
- Zur Geschichte der Ravensburger Landschulen. In: Magazin für Pädagogik. Neueste Folge 73 (1910), S. 160–167.
- Zum 18. Mai 1910, dem Gedenktag der einhundertjährigen Zugehörigkeit Ravensburgs zu Württemberg. In: Oberschwäbischer Anzeiger. 14. Mai 1910.
- Chronikalisches aus der Entwicklungsgeschichte der Ravensburger Schützengilde. In: Oberschwäbischer Anzeiger. 25. Juni 1910.
- Das Ravensburger Bürgerbuch. In: Frankfurter Blätter für Familiengeschichte. 1910–1914.
  - Bürger des 15. Jahrhunderts. Folge 3 (1910), S. 156–159, S. 172–175, S. 186–189, Folge 4 (1911), S. 3–6, S. 26–29, S. 35–37, S. 42, S. 59–62, S. 108–112, S. 124–127, S. 131–134, S. 156–159, S. 171–174, S. 179–181, S. 188; auch als Separatdruck: Frankfurt a. M. 1911.
  - Bürger des 16. Jahrhunderts. Folge 7 (1914), S. 28–31, S. 44–46, S. 54–59, S. 76–78, S. 107–110, S. 115–118, S. 133–135, S. 138
  - Bürger des 17. Jahrhunderts. Folge 7 (1914), S. 139–142 (Rest nicht erschienen).
- Zur Geschichte der Ravensburger Herrschaft Schmalegg. In: Schwäbisches Archiv, 29. Jg. (1911), S. 81–87.
- Alte Ravensburger Grabstätten nach den Aufzeichnungen (1680–1723) des Dr. med. Joh. Ludw. Schlapperitz. In: Frankfurter Blätter, 4. Jg. (1911), S. 76–79, S. 92–95
- Inventar des Archivs der Karmeliter in Ravensburg. In: Schwäbisches Archiv. 30. Jg. (1912), S. 49–54, S. 75–77, S. 110–112, S. 120–125 (Digitalisat; PDF; 3,6 MB).
- Ravensburg unter bayerischer Verwaltung. In: Württembergische Vierteljahrshefte für Landesgeschichte. NF 23 (1914), S. 405–422.
- Die Voland von Volandsegg in Ravensburg. In: Familiengeschichtliche Blätter, 12. Jg. (1914), S. 375 f.
- Von den Franzosen im Jahr 1796 in Ravensburg geplünderte Familien. In: Familiengeschichtliche Blätter, 13. Jg. (1915), Sp. 197–202.
- Zur Geschichte der Besserer in Schnürpflingen. In: Familiengeschichtliche Blätter, 15. Jg. (1917), Sp. 9 ff. (E-Text).
- Ravensburg und die Franzosen im Jahre 1796. In: Württembergische Vierteljahrshefte für Landesgeschichte. NF 27 (1918), S. 112–123.
- Die Gegenreformation und das Ende der Besserer in Schnürpflingen. In: Württembergische Vierteljahreshefte. NF 27 (1918), S. 124–132.

Zu Merks Werken gehören außerdem Repertorien, Regesten und andere unveröffentlichte Manuskripte im Stadtarchiv Ravensburg.